# Медали Российской Федерации
Медали Российской Федерации — вид государственных наград Российской Федерации.
Следует отличать их от медалей субъектов Российской Федерации, ведомств Российской Федерации и российских организаций, а также юбилейных медалей Российской Федерации, не являющихся государственными наградами.

## Перечень
| Изображение награды | Наименование награды                                   | Дата учреждения       | Правила награждения | Источник |
|                     | Медаль ордена «За заслуги перед Отечеством» I степени  | 2 марта 1994 года     | Общегражданская награда, которой награждаются граждане за заслуги в области промышленности и сельского хозяйства, строительства и транспорта, науки и образования, здравоохранения и культуры, а также в других областях трудовой деятельности; за большой вклад в дело защиты Отечества, успехи в поддержании высокой боевой готовности подразделений, частей и соединений, за отличные показатели в боевой подготовке и иные заслуги во время прохождения военной службы; за укрепление законности и правопорядка, обеспечение государственной безопасности. Медаль ордена имеет две степени. Высшей степенью является I степень, дающая право при новых заслугах на награждение орденом «За заслуги перед Отечеством» IV степени. Награждение производится последовательно: медалью II степени, потом медалью I степени. Военнослужащим за отличия в боевых действиях вручается медаль ордена «За заслуги перед Отечеством» с изображением мечей. | Указ президента РФ от 2 марта 1994 года № 442 «О государственных наградах Российской Федерации» |
|                     | Медаль ордена «За заслуги перед Отечеством» II степени | 2 марта 1994 года     | См. «Правила награждения медалью ордена „За заслуги перед Отечеством“ I степени». | Указ президента РФ от 2 марта 1994 года № 442 «О государственных наградах Российской Федерации» |
|                     | Медаль «За отвагу»                                     | 2 марта 1994 год      | Воинская награда, которой награждаются военнослужащие, сотрудники органов внутренних дел Российской Федерации, Государственной противопожарной службы Министерства Российской Федерации по делам гражданской обороны, чрезвычайным ситуациям и ликвидации последствий стихийных бедствий и другие граждане за личное мужество и отвагу, проявленные: - в боях при защите Российской Федерации и её государственных интересов; - при выполнении специальных заданий по обеспечению государственной безопасности Российской Федерации; - при защите государственной границы Российской Федерации; - при исполнении воинского, служебного или гражданского долга, защите конституционных прав граждан в условиях, сопряжённых с риском для жизни. | Указ президента Российской Федерации от 2 марта 1994 года № 442 «О государственных наградах Российской Федерации»                                                                                              |
|                     | Медаль «За храбрость» I степени                        | 23 марта 2023 года    | Медалью награждаются граждане Российской Федерации «за храбрость и мужество, проявленные в ходе выполнения боевых и иных операций по защите Отечества и государственных интересов Российской Федерации, а также по поддержанию или восстановлению международного мира и безопасности». Предусмотрено награждение медалью иностранных граждан и лиц без гражданства. Допускается посмертное награждение медалью. Медаль «За храбрость» имеет две степени, высшей степенью медали является I степень. Награждение медалью производится последовательно, от низшей степени к высшей. Носится медаль на левой стороне груди и располагается после медали «За отвагу». Награжденные медалями I и II степени носят их, располагая последовательно. Для особых случаев и возможного повседневного ношения предусматривается ношение миниатюрной копии медали «За храбрость», которая располагается после миниатюрной копии медали «За отвагу». При ношении на форменной одежде ленты медали «За храбрость» на планке она располагается после ленты медали «За отвагу». | Указ Президента Российской Федерации от 23 марта 2023 года № 185 «О некоторых вопросах совершенствования государственной наградной системы Российской Федерации»                                               |
|                     | Медаль «За храбрость» II степени                       | 23 марта 2023 года    | См. «Правила награждения медалью „За храбрость“ I степени». | Указ Президента Российской Федерации от 23 марта 2023 года № 185 «О некоторых вопросах совершенствования государственной наградной системы Российской Федерации»                                               |
|                     | Медаль Суворова                                        | 2 марта 1994 год      | Воинская награда, которой награждаются военнослужащие за личное мужество и отвагу, проявленные при защите Отечества и государственных интересов Российской Федерации в боевых действиях на суше, при несении боевой службы и боевого дежурства, на учениях и манёврах, при несении службы по охране государственной границы Российской Федерации, а также за отличные показатели в боевой подготовке и полевой выучке. Медаль Суворова носится на левой стороне груди и при наличии других медалей Российской Федерации располагается после медали «За храбрость II степени». | Указ президента Российской Федерации от 2 марта 1994 года № 442 «О государственных наградах Российской Федерации»                                                                                              |
|                     | Медаль Ушакова                                         | 2 марта 1994 года     | Воинская награда, которой награждаются военнослужащие Военно-Морского Флота и органов морской охраны Пограничной службы ФСБ России за личное мужество и отвагу, проявленные при защите Отечества и государственных интересов Российской Федерации на морских театрах военных действий, при защите государственной границы Российской Федерации, при выполнении боевых задач кораблями и частями Военно-Морского Флота и органами морской охраны Федеральной пограничной службы Российской Федерации, при несении боевой службы и боевого дежурства, на учениях и маневрах, за самоотверженность, проявленную при исполнении воинского долга, или другие заслуги во время прохождения действительной военной службы в условиях, сопряжённых с риском для жизни, а также за отличные показатели в боевой подготовке и морской выучке. | Указ президента Российской Федерации от 2 марта 1994 года № 442 «О государственных наградах Российской Федерации»                                                                                              |
|                     | Медаль Жукова                                          | 9 мая 1994 года       | Воинская награда, (в первоначальной интерпретации) которой награждались военнослужащие и лица вольнонаёмного состава Красной Армии, Военно-Морского Флота, войск НКВД, партизаны, участники подполья за храбрость, стойкость и мужество, проявленные в боевых действиях с немецко-фашистскими захватчиками, японскими милитаристами, в ознаменование 100-летия со дня рождения Г. К. Жукова. Согласно новому положению (Указ президента РФ от 7 сентября 2010 г. № 1099) медалью Жукова награждаются военнослужащие за отвагу, самоотверженность и личное мужество, проявленные в боевых действиях при защите Отечества и государственных интересов Российской Федерации, за особые отличия при несении боевой службы, боевого дежурства и при участии в учениях и манёврах, за отличные показатели в боевой подготовке. | Указ президента Российской Федерации от 9 мая 1994 года № 930 «Об учреждении ордена Жукова и медали Жукова» |
|                     | Медаль Нестерова                                       | 2 марта 1994 года     | Воинская награда, которой награждаются военнослужащие Военно-воздушных сил, авиации других видов и родов войск Вооружённых Сил Российской Федерации, Федеральной службы безопасности Российской Федерации и внутренних войск Министерства внутренних дел Российской Федерации, лётный состав гражданской авиации и авиационной промышленности за личное мужество и отвагу, проявленные при защите Отечества и государственных интересов Российской Федерации, при несении боевой службы и боевого дежурства, при участии в учениях и манёврах, за отличные показатели в боевой подготовке и воздушной выучке, за особые заслуги в освоении, эксплуатации и обслуживании авиационной техники, высокое профессиональное мастерство самолётовождения. Медаль названа в честь Петра Николаевича Нестерова — российского военного лётчика, основоположника высшего пилотажа. | Указ президента Российской Федерации от 2 марта 1994 года № 442 «О государственных наградах Российской Федерации»                                                                                              |
|                     | Медаль Пушкина                                         | 9 мая 1999 года       | Общегражданская награда, которой награждаются граждане Российской Федерации и иностранцы за заслуги в области культуры и искусства, просвещения, гуманитарных наук и литературы, за большой вклад в изучение и сохранение культурного наследия, в сближение и взаимообогащение культур наций и народностей, за создание высокохудожественных образов. Награждение медалью Пушкина, как правило, производится при условии осуществления представленным к награде лицом общественно-гуманитарной деятельности в течение 20 лет и более. Медаль Пушкина носится на левой стороне груди и при наличии других медалей Российской Федерации располагается после медали Нестерова. | Указ президента Российской Федерации от 9 мая 1999 года № 574 «Об учреждении медали Пушкина» |
|                     | Медаль «Защитнику свободной России»                    | 2 июля 1992 года      | Общегражданская награда, которой награждаются граждане Российской Федерации, иностранные граждане и лица без гражданства за мужество, проявленное в защите конституционного строя в период попытки государственного переворота 19-21 августа 1991 года, за заслуги в проведении в жизнь демократических преобразований, экономических и политических реформ, укрепление российской государственности, за вклад в решение национальных проблем. Медаль «Защитнику свободной России» — первая по времени учреждения государственная награда Российской Федерации. Она была учреждена Законом Российской Федерации от 2 июля 1992 года № 3183-I «Об учреждении медали „Защитнику свободной России“». Тем же законом были утверждены положение о медали и её описание. | Закон Российской Федерации от 2 июля 1992 года № 3183-I «Об учреждении медали „Защитнику свободной России“» |
|                     | Медаль «За отличие в охране общественного порядка»     | 2 марта 1994 года     | Общегражданская награда, которой награждаются сотрудники органов внутренних дел Российской Федерации, военнослужащие внутренних войск Министерства внутренних дел Российской Федерации, другие военнослужащие за смелость и отвагу, проявленные при охране общественного порядка и в борьбе с правонарушениями, за высокие показатели в служебной деятельности и другие заслуги в период прохождения службы, а также иные граждане за содействие органам внутренних дел Российской Федерации в их работе по охране общественного порядка. Медаль носится на левой стороне груди и при наличии других медалей Российской Федерации располагается после медали «Защитнику свободной России». | Указ президента Российской Федерации от 2 марта 1994 года № 442 «О государственных наградах Российской Федерации»                                                                                              |
|                     | Медаль «За отличие в охране государственной границы»   | 2 марта 1994 года     | Воинская награда, которой награждаются военнослужащие за боевые подвиги и особые заслуги, проявленные при охране государственной границы Российской Федерации; за храбрость и самоотверженность, проявленные в боевых действиях при задержании нарушителей государственной границы Российской Федерации; за умелое руководство боевыми действиями пограничного наряда при защите неприкосновенности государственной границы Российской Федерации; за высокую бдительность и инициативные действия, в результате которых были задержаны нарушители государственной границы Российской Федерации; за умелую организацию пограничной службы и примерную работу по укреплению государственной границы Российской Федерации; за безупречное несение службы по охране государственной границы Российской Федерации; за активную помощь пограничным органам и пограничным войскам в их работе по охране государственной границы Российской Федерации. | Указ президента Российской Федерации от 2 марта 1994 года № 442 «О государственных наградах Российской Федерации»                                                                                              |
|                     | Медаль «За отвагу на пожаре»                           | 15 сентября 2018 года | Общегражданская награда, которой награждаются сотрудники федеральной противопожарной службы Государственной противопожарной службы, военнослужащие и другие граждане Российской Федерации, иностранные граждане и лица без гражданства: - за мужество, отвагу и самоотверженность, проявленные при тушении пожаров, спасении людей и имущества от огня; - за умелое руководство деятельностью подразделений противопожарной службы по тушению пожаров, спасению людей и имущества от огня, организацию и проведение аварийно-спасательных работ; - за мужество, отвагу и настойчивость, проявленные при предотвращении взрыва на пожаре или пожара. | Указ президента Российской Федерации от 15 сентября 2018 года № 519 «Об учреждении медали „За отвагу на пожаре“ и установлении почётного звания „Заслуженный работник пожарной охраны Российской Федерации“»   |
|                     | Медаль «За спасение погибавших»                        | 2 марта 1994 года     | Общегражданская награда, которой награждаются граждане Российской Федерации, иностранные граждане и лица без гражданства, за спасение людей во время стихийных бедствий, на воде, под землёй, при тушении пожаров, при предотвращение взрыва и при других обстоятельствах, сопряжённых с риском для жизни. Возможно повторное награждение медалью «За спасение погибавших» за совершение подвига, проявленные мужество, смелость и отвагу; по решению президента Российской Федерации повторное награждение лица государственной наградой может быть произведено до истечения 5-летнего срока. | Указ президента Российской Федерации от 2 марта 1994 года № 442 «О государственных наградах Российской Федерации»                                                                                              |
|                     | Медаль Луки Крымского                                  | 19 июня 2020 года     | Награждаются практикующие врачи, средний и младший медицинский персонал, иные работники клинических, лечебно-профилактических, санитарно-профилактических, санаторно-курортных, инженерно-технических, научно-исследовательских, фармацевтических, учебных и других медицинских организаций за заслуги в области охраны здоровья граждан, за большой вклад в организацию оказания медицинской помощи и укрепление общественного здоровья, обеспечение населения качественными лекарственными препаратами, разработку и изготовление инновационных лекарственных препаратов, подготовку кадров для медицинских организаций, за научную и иную деятельность, направленную на развитие системы здравоохранения, самоотверженность и высокий профессионализм при лечении пациентов в сложных условиях, спасение их жизни и сохранение здоровья. | Указ президента Российской Федерации от 19 июня 2020 года № 404 «Об учреждении ордена Пирогова и медали Луки Крымского»                                                                                        |
|                     | Медаль «За труды в культуре и искусстве»               | 9 августа 2021 года   | Награждаются артисты, архитекторы, балетмейстеры, дизайнеры, дикторы радио, телевидения и других средств массовой информации, дирижёры, драматурги, журналисты, искусствоведы, композиторы, музыкальные исполнители, писатели, поэты, работники творческих мастерских, режиссёры, реставраторы, хормейстеры, художники, высокопрофессиональные работники организаций культуры и искусства, а также участники самодеятельных коллективов, лица, участвующие в деятельности организаций культуры и искусства на общественных началах, и другие деятели культуры и искусства за личные заслуги: - в повышении роли отечественной культуры и искусства в жизни общества; в осуществлении деятельности по сближению и взаимообогащению культур наций и народностей; в укреплении международных культурных связей; - в патриотическом воспитании граждан; в сохранении традиционных духовно-нравственных ценностей народов Российской Федерации; - в создании и продвижении наиболее значимых проектов в сфере культуры и искусства; - в развитии творческих индустрий в России; - в благотворительной деятельности. Медалью «За труды в культуре и искусстве» могут быть награждены иностранные граждане. | Указ Президента Российской Федерации «Об учреждении ордена „За заслуги в культуре и искусстве“ и медали „За труды в культуре и искусстве“» № 460 от 9 августа 2021 года                                        |
|                     | Медаль «За труды по сельскому хозяйству»               | 10 марта 2004 года    | Общегражданская награда, которой награждаются граждане за заслуги в области сельского хозяйства и большой вклад в развитие агропромышленного комплекса, подготовку кадров, научную и иную деятельность, направленную на повышение эффективности сельскохозяйственного производства. Награждение медалью «За труды по сельскому хозяйству», как правило, производится при условии наличия у представленного к награде лица почётного звания «Заслуженный работник сельского хозяйства Российской Федерации». Медалью «За труды по сельскому хозяйству» могут быть награждены и иностранные граждане, производящие сельскохозяйственную продукцию на территории Российской Федерации, за особые заслуги в развитии агропромышленного комплекса Российской Федерации. | Указ президента Российской Федерации от 10 марта 2004 года № 335 «Об учреждении медали „За труды по сельскому хозяйству“»                                                                                      |
|                     | Медаль «За развитие железных дорог»                    | 9 июля 2007 года      | Общегражданская награда, которой награждаются граждане за заслуги в развитии железнодорожного транспорта в Российской Федерации и большой вклад в подготовку кадров, научную и иную деятельность, направленную на повышение эффективности его работы. Награждение медалью «За развитие железных дорог», как правило, производится при условии наличия у представленного к награде лица почётного звания «Заслуженный работник транспорта Российской Федерации». Медалью «За развитие железных дорог» могут быть награждены и иностранные граждане за особые заслуги в развитии железнодорожного транспорта в Российской Федерации. | Указ президента Российской Федерации от 9 июля 2007 года № 852 «Об учреждении медали „За развитие железных дорог“»                                                                                             |
|                     | Медаль «За заслуги в освоении атомной энергии»         | 16 марта 2015 года    | Общегражданская награда, которой награждаются граждане за заслуги в области исследования, освоения и использования атомной энергии, большой вклад в обеспечение ядерной и радиационной безопасности, подготовку кадров, научную и конструкторскую деятельность, а также за иные достижения в области освоения атомной энергии, направленные на всестороннее социально-экономическое развитие Российской Федерации, укрепление её обороноспособности и обеспечение национальных интересов, расширение международного сотрудничества. Медалью «За заслуги в освоении атомной энергии» могут быть награждены и иностранные граждане за особые заслуги в развитии атомной отрасли Российской Федерации. | Указ президента РФ от 16 марта 2015 г. № 133 «Об учреждении медали „За заслуги в освоении атомной энергии“ и установлении почётного звания „Заслуженный работник атомной промышленности Российской Федерации“» |
|                     | Медаль «За заслуги в освоении космоса»                 | 7 сентября 2010 года  | Общегражданская награда, которой награждаются граждане за заслуги в области исследования, освоения и использования космического пространства, большой вклад в развитие ракетно-космической техники и промышленности, подготовку кадров, научную и конструкторскую деятельность, выполнение международных программ, а также за иные достижения в области космической деятельности, направленные на всестороннее социально-экономическое развитие Российской Федерации, укрепление её обороноспособности и обеспечение национальных интересов, расширение международного сотрудничества. Медалью «За заслуги в освоении космоса» могут быть награждены и иностранные граждане за особые заслуги в развитии ракетно-космической отрасли в Российской Федерации. | Указ президента Российской Федерации от 7 сентября 2010 года № 1099 «О мерах по совершенствованию государственной наградной системы Российской Федерации»                                                      |
|                     | Медаль «За развитие Сибири и Дальнего Востока»         | 29 августа 2022 года  | Общегражданская награда, которой награждаются граждане за заслуги в развитии Сибири и Дальнего Востока, в том числе в сфере государственного строительства, экономики, промышленного производства, строительства, транспортной, энергетической и информационнотелекоммуникационной инфраструктуры, сельского хозяйства, науки, культуры, искусства, образования, здравоохранения, охраны окружающей среды и иных сферах деятельности. Медалью «За развитие Сибири и Дальнего Востока» могут быть награждены иностранные граждане за особые заслуги в развитии Сибири и Дальнего Востока. | Указ президента Российской Федерации от 7 сентября 2010 года № 1099 «О мерах по совершенствованию государственной наградной системы Российской Федерации»                                                      |
|                     | Медаль ордена «Родительская слава»                     | 7 сентября 2010 года  | Общегражданская награда, которой награждаются родители (усыновители), воспитывающие или воспитавшие четырёх и более детей — граждан Российской Федерации в соответствии с требованиями семейного законодательства. Награждение медалью ордена «Родительская слава» производится при условии, что представленные к награде родители (усыновители) образуют социально ответственную семью, ведут здоровый образ жизни, обеспечивают надлежащий уровень заботы о здоровье, образовании, физическом, духовном и нравственном развитии детей, полное и гармоничное развитие их личности, подают пример в укреплении института семьи и воспитании детей. Награждение усыновителей производится при условии достойного воспитания и содержания усыновлённых (удочерённых) детей в течение не менее пяти лет. | Указ президента Российской Федерации от 7 сентября 2010 года № 1099 «О мерах по совершенствованию государственной наградной системы Российской Федерации»                                                      |